# Medvėgalis
Medvėgalis je s 234,6 m n. m. nejvyšší kopec v Žemaitsku, v Žemaitijské vysočině. Je v okrese Šilalė, kolem 8 km severozápadně od Kaltinėnů, 12 km na jih od Varniů v blízkosti obce Karūžiškė II, v polích Karūžiškėského dvora. Nevelké sedlo jej odděluje od východojihovýchodu od velmi blízkého a nepatrně nižšího hradiště Medvėgalio piliakalnis, jinak též Pilies kalnas. Je součástí rozvodí mezi povodími Němenu a Venty. Blok kopců v nejbližším okolí sestává z celkem sedmi vrcholů: Medvėgalis, Pilies kalnas, Pilorių kalnas, Sumonų kalnas, Ąžuolų kalnas, Bevardis kalnas a Alkos kalnas. Na severovýchodní straně pod kopcem je kūlgrinda (tajná úniková cesta bažinami)

## Původ názvu
Původ názvu je podle toku. Je utvořeno ze dvou částí: medus (med) a galas (konec, okraj). Ze strání tekl čirý potůček Medva, Medvė (Meduva, Medava), jehož proud velmi připomínal lipový med.
Podle legendy název Medvėgalis vznikl poté, co dvě odvážné dívky, které znaly cestu kūlgrindou a zachránily na hradě obležené obránce. Když se rozhodovalo, kdo se pokusí oznámit okolním hradům o obležení, ty dívky řekly: „Mudvi galiva“, („My dvě bychom mohly“ - zde je dvojné číslo) a potom odešly kūlgrindou a přizvaly pomoc.